# Usinage électrochimique
Pour un article plus général, voir Usinage.
 (novembre 2023).
 (septembre 2024).
L’usinage électrochimique est un procédé d'usinage analogue à l’usinage électrolytique, sauf que la meule abrasive est remplacée par un disque conducteur.

## Principe
La pièce métallique qui sert d’anode (+) est raccordée à un courant continu, l’outil sert de cathode (-), le tout arrosé par une solution d’eau  salée injectée sur les surfaces à usiner attirant les ions de métal de la pièce.

## Utilisations
- usinage de moule et matrice,
- pièces spéciales et très complexes,

## Avantages
- Technique hautement productive,
- usinage de matériaux très durs,
- réalisation de formes complexes,
- usinages très divers, ébavurage, défonçage, calibrage, polissage,
- pas d’usure de l’outil,